# Ljevaja
Ljevaja (izvirno srbsko Љеваја) je naselje v Srbiji, ki upravno spada pod Občino Gornji Milanovac; slednja pa je del Moraviškega upravnega okraja.

## Demografija
V naselju, katerega izvirno (srbsko-cirilično) ime je Љеваја, živi 106 polnoletnih prebivalcev, pri čemer je njihova povprečna starost 50,0 let (49,5 pri moških in 50,5 pri ženskah). Naselje ima 40 gospodinjstev, pri čemer je povprečno število članov na gospodinjstvo 2,88.
To naselje je, glede na rezultate popisa iz leta 2002, večinoma srbsko, a v času zadnjih treh popisov je opazno zmanjšanje števila prebivalcev.
|  |

| Demografija | Demografija     | Demografija     |
| Leto        | Št. prebivalcev | Št. prebivalcev |
| ----------- | --------------- | --------------- |
|             |                 |                 |
|             |                 |                 |
|             |                 |                 |
|             |                 |                 |
| 1948        | 329             |                 |
| 1953        | 319             |                 |
| 1961        | 253             |                 |
| 1971        | 197             |                 |
| 1981        | 175             |                 |
| 1991        | 145             | 142             |
| 2002        | 120             | 115             |
|             |                 |                 |

| Etnična sestava po popisu iz leta 2002 | Etnična sestava po popisu iz leta 2002 | Etnična sestava po popisu iz leta 2002 | Etnična sestava po popisu iz leta 2002 | Etnična sestava po popisu iz leta 2002 |
| -------------------------------------- | -------------------------------------- | -------------------------------------- | -------------------------------------- | -------------------------------------- |
| Srbi                                   | Srbi                                   |                                        | 105                                    | 91,30%                                 |
| Neznano                                | Neznano                                |                                        | 9                                      | 7,82%                                  |